# The Whirly Dirly Conspiracy
"The Whirly Dirly Conspiracy" er den femte episode i den tredje sæson af Adult Swims tegnefilmserie Rick and Morty. Den er skrevet af Ryan Ridley, og instrueret af Juan Meza-León, og den havde premiere på d. 20. august 2017.
I afsnittet tager Rick Jerry med på en mission til et fuldstændigt udskadeligt feriested, fordi han føler sig udelukket fra resten af familien. Summers kæreste forlader hende for en med større bryster, og hun forsøger at bruge en af Ricks opfindelser til at forstørre sine egne, men får givet sin krop bizarre proportioner, og Beth vil ikke ringe efter Ricks hjælp og får vendt hende på vrangen.
Afsnittet blev godt modtaget.